# 56. ceremonia wręczenia Oscarów
56. ceremonia rozdania Oscarów odbyła się 9 kwietnia 1984 roku w Dorothy Chandler Pavilion w Los Angeles.

## Wykonawcy piosenek
- „Flashdance... What a Feeling” – Irene Cara oraz 44 członków Narodowego Instytutu Tańca
- „Papa, Can You Hear Me?” – Donna Summer
- „Over You” – Mac Davis
- „The Way He Makes Me Feel” – Jennifer Holliday
- „Maniac” – Herb Alpert & the Tijuana Brass oraz Lani Hall

## Laureaci

### Najlepszy film
- James L. Brooks – Czułe słówka
- Michael Shamberg – Wielki chłód
- Peter Yates – Garderobiany
- Irwin Winkler, Robert Chartoff – Pierwszy krok w kosmos
- Philip Hobel – Pod czułą kontrolą

### Najlepszy aktor
- Robert Duvall – Pod czułą kontrolą
- Tom Courtenay – Garderobiany
- Albert Finney – Garderobiany
- Michael Caine – Edukacja Rity
- Tom Conti – Reuben, Reuben

### Najlepszy aktor drugoplanowy
- Jack Nicholson – Czułe słówka
- Rip Torn – Moje Cross Creek
- Sam Shepard – Pierwszy krok w kosmos
- John Lithgow – Czułe słówka
- Charles Durning – Być albo nie być

### Najlepsza aktorka
- Shirley MacLaine – Czułe słówka
- Julie Walters – Edukacja Rity
- Meryl Streep – Silkwood
- Debra Winger – Czułe słówka
- Jane Alexander – Testament

### Najlepsza aktorka drugoplanowa
- Linda Hunt – Rok niebezpiecznego życia
- Glenn Close – Wielki chłód
- Alfre Woodard – Moje Cross Creek
- Cher – Silkwood
- Amy Irving – Yentl

### Najlepsza scenografia i dekoracje wnętrz
- Anna Asp, Susanne Lingheim – Fanny i Aleksander
- Geoffrey Kirkland, Richard Lawrence, W. Stewart Campbell, Peter R. Romero, Jim Poynter, George R. Nelson – Pierwszy krok w kosmos
- Norman Reynolds, Fred Hole, James L. Schoppe, Michael Ford – Gwiezdne wojny: część VI – Powrót Jedi
- Polly Platt, Harold Michelson, Tom Pedigo, Anthony Mondell – Czułe słówka
- Roy Walker, Leslie Tomkins, Tessa Davies – Yentl

### Najlepsze zdjęcia
- Sven Nykvist – Fanny i Aleksander
- Donald Peterman – Flashdance
- Caleb Deschanel – Pierwszy krok w kosmos
- William A. Fraker – Gry wojenne
- Gordon Willis – Zelig

### Najlepsze kostiumy
- Marik Vos-Lundh – Fanny i Aleksander
- Joe I. Tompkins – Moje Cross Creek
- William Ware Theiss – Serce do jazdy
- Anne-Marie Marchand – Powrót Martina Guerre
- Santo Loquasto – Zelig

### Najlepsza reżyseria
- James L. Brooks – Czułe słówka
- Peter Yates – Garderobiany
- Ingmar Bergman – Fanny i Aleksander
- Mike Nichols – Silkwood
- Bruce Beresford – Pod czułą kontrolą

### Pełnometrażowy film dokumentalny
- Emile Ardolino – He Makes Me Feel Like Dancin’
- Richard Kotuk i Ara Chekmayan – Children of Darkness
- Bob Connolly i Robin Anderson – First Contact
- Michael Bryans i Tina Viljoen – The Profession of Arms
- Jim Klein i Julia Reichert – Seeing Red

### Krótkometrażowy film dokumentalny
- Cynthia Scott, Adam Symansky – Flamenco At 5:15
- Dea Brokman, Ilene Landis – Ihr zent frei
- Vivienne Verdon-Roe, Eric Thiermann – In the Nuclear Shadow: What Can the Children Tell Us?
- Arthur Dong – Sewing Woman
- Bob Eisenhardt – Spaces: The Architecture of Paul Rudolph

### Najlepszy montaż
- Glenn Farr, Lisa Fruchtman, Stephen A. Rotter, Douglas Stewart, Tom Rolf – Pierwszy krok w kosmos
- Frank Morriss, Edward M. Abroms – Błękitny grom
- Bud S. Smith, Walt Mulconery – Flashdance
- Sam O’Steen – Silkwood
- Richard Marks – Czułe słówka

### Najlepszy film nieangielskojęzyczny
- Szwecja – Ingmar Bergman – Fanny i Aleksander
- Algieria – Ettore Scola – Bal
- Hiszpania – Carlos Saura – Carmen
- Francja – Diane Kurys – Od pierwszego wejrzenia
- Węgry – Imre Gyöngyössy – Bunt Hioba

### Najlepsza muzyka
- Bill Conti – Pierwszy krok w kosmos
- Leonard Rosenman – Moje Cross Creek
- John Williams – Gwiezdne wojny: część VI – Powrót Jedi
- Michael Gore – Czułe słówka
- Jerry Goldsmith – Pod ostrzałem

### Najlepsza muzyka – adaptacja
- Michel Legrand, Alan Bergman, Marilyn Bergman – Yentl
- Lalo Schifrin – Żądło II
- Elmer Bernstein – Nieoczekiwana zmiana miejsc

### Najlepsza piosenka
- „Flashdance... What A Feeling” – Flashdance – muzyka: Giorgio Moroder; słowa: Keith Forsey, Irene Cara
- „Maniac” – Flashdance – Michael Sembello, Dennis Matkosky
- „Over You” – Pod czułą kontrolą – Austin Roberts, Bobby Hart
- „Papa, Can You Hear Me?” – Yentl – muzyka: Michel Legrand; słowa: Alan Bergman, Marilyn Bergman
- „The Way He Makes Me Feel” – Yentl muzyka: Michel Legrand; słowa: Alan Bergman, Marilyn Bergman

### Najlepszy dźwięk
- Mark Berger, Tom Scott, Randy Thom, David MacMillan – Pierwszy krok w kosmos
- Alan Splet, Todd Boekelheide, Randy Thom, David Parker – Już nigdy nie zawyje wilk
- Ben Burtt, Gary Summers, Randy Thom, Tony Dawe – Gwiezdne wojny: część VI – Powrót Jedi
- Donald O. Mitchell, Rick Kline, Kevin O’Connell, James R. Alexander – Czułe słówka
- Michael J. Kohut, Carlos Delarios, Aaron Rochin, Willie D. Burton – Gry wojenne

### Najlepszy montaż dźwięku
- Jay Boekelheide – Pierwszy krok w kosmos
- Ben Burtt – Gwiezdne wojny: część VI – Powrót Jedi

### Najlepsze efekty specjalne (Nagroda Specjalna)
- Richard Edlund, Dennis Muren, Ken Ralston, Phil Tippett – Gwiezdne wojny: część VI – Powrót Jedi

### Krótkometrażowy film animowany
- Jimmy Picker – Sundae In New York
- Burny Mattinson – Mickey’s Christmas Carol
- Eda Godel Hallinan – Sound of Sunshine – Sound of Rain

### Krótkometrażowy film przyrodniczy
- Janice L. Platt – Boys And Girls
- Ian Emes – Goodie-Two-Shoes
- Jon Bloom – Overnight Sensation

### Najlepszy scenariusz oryginalny
- Horton Foote – Pod czułą kontrolą
- Lawrence Kasdan, Barbara Benedek – Wielki chłód
- Ingmar Bergman – Fanny i Aleksander
- Nora Ephron, Alice Arlen – Silkwood
- Lawrence Lasker, Walter F. Parkes – Gry wojenne

### Najlepszy scenariusz adaptowany
- James L. Brooks – Czułe słówka
- Harold Pinter – Zdrada
- Ronald Harwood – Garderobiany
- Willy Russell – Edukacja Rity
- Julius J. Epstein – Reuben, Reuben

### Oscar Honorowy
- Hal Roach – w uznaniu za niezrównany wkład w sztukę filmową

### Nagroda im. Gordona E. Sawyera
- John G. Frayne